# Domenico Andrea Spada
Domenico Andrea Spada (Ruvo di Puglia, 24 luglio 1861 – Roma, 16 aprile 1938) è stato un politico italiano.

## Biografia
Nacque a Ruvo di Puglia nel 1861 da Vincenzo Maria e Teresa Vituli Montaruli. La nobile famiglia Spada era originaria di Giovinazzo e si insediò in Ruvo a partire dai primi anni del XIX secolo, acquistando l'omonimo palazzo dal marchese Orazio Rocca. Spada compì gli studi classici a Molfetta per poi spostarsi a Montecassino e a Roma dove conseguì la laurea in giurisprudenza. Tornato a Ruvo si occupò della politica cittadina, svolgendo alcune mansioni come amministratore responsabile. Divenne dunque podestà dello stesso comune, consigliere provinciale e infine deputato del Regno d'Italia.
Il 27 agosto 1908 riunì tutti i deputati della Provincia di Bari per stilare una lista di provvedimenti da presentare al governo, riguardo alle principali problematiche dell'economia pugliese come la crisi vinicola, la siccità e la disoccupazione. Da questo incontro tuttavia furono avanzate alcune richieste riguardanti nuove infrastrutture, un doppio binario ferroviario per il trasporto dell'acqua, la distillazione dei vini giacenti, la riduzione delle tariffe ferroviarie, la protezione dei prodotti all'estero, l'abbuono di tasse per la perdita di prodotti e l'alfabetizzazione come punto di partenza per un nuovo Mezzogiorno.
Divenuto sottosegretario all'agricoltura sotto il governo Bonomi I, nel 1921, Spada individuò i cinque punti risolutivi per la questione agraria, ovvero terra agli agricoltori, cooperative agrarie su terre demaniali, provvidenze, assicurazione per gli infortuni sul lavoro e istituzione di organismi a vari livelli.
Con l'avvento del fascismo decise di abbandonare la politica, dopo essere stato avvicinato da alcuni tesserati del Partito Nazionale Fascista in modo da invitarlo ad entrare nella Lista Nazionale. Morì a Roma nel 1938.